# 24962 Kenjitoba
24962 Kenjitoba este un asteroid din centura principală de asteroizi.

## Descriere
24962 Kenjitoba este un asteroid din centura principală de asteroizi. A fost descoperit pe 27 octombrie 1997 la Kuma Kogen de Akimasa Nakamura. Asteroidul prezintă o orbită caracterizată de o semiaxă mare de 3,19 ua, o excentricitate de 0,12 și o înclinație de 6,0° în raport cu ecliptica.